# Nicolas Bonnart

L'entrée, du Marquis D'ambreuille, au Palais de Pluton par Nicolas Bonnart en 1687.

Pour les articles homonymes, voir Bonnart.
Nicolas Bonnart (vers 1637-1718) est un graveur, éditeur et marchand d'estampes français.

## Biographie
Nicolas Ier Bonnart est le fils aîné de l’imprimeur en taille-douce Henri Ier Bonnart et de Marguerite Martin. Il a au moins dix frères et sœurs, parmi lesquels Henri II Bonnart, Robert Bonnart et Jean-Baptiste Bonnart, qui deviennent peintres, graveurs ou marchands d'estampes.
À l'âge de dix-huit ans, il est mis en apprentissage pour cinq ans chez Jean Ganière, où il apprend la gravure. Il débute sa propre activité d'éditeur dans les années 1660, en association avec ses parents ou à son propre compte, tout en gravant des portraits de diverses personnalités, comme le pape Clément IX ou le maître-écrivain Nicolas Duval. Il travaille également pour la Maison du roi, en réalisant par exemple des planches d'architecture pour Les édifices antiques de Rome, dessinés et mesurés très exactement d'Antoine Desgodets et grave d'après Frans Van der Meulen.
À partir des années 1670, il publie à son enseigne de L'Aigle, installée rue Saint-Jacques, de nombreuses estampes, couvrant pratiquement tous les domaines de l'imagerie parisienne : almanachs, livres de prière ou de dessin, images de dévotion et de confrérie, allégories, portraits, caricatures etc. Mais c'est surtout avec les images de mode, élaborées en collaboration avec ses frères, qu'il rencontre le succès et exerce une influence durable sur l'art de l'estampe.
Sa veuve Marie Couillard de la Croix puis son fils Nicolas II Bonnart reprennent la production et le commerce d'estampes de L'Aigle après sa mort. Sa fille Marie-Suzanne demeure elle aussi dans le milieu de la gravure en épousant Jean-Baptiste de Poilly.